# ميخائيل لوبيز (لاعب كرة قدم تشيلي)
ميخائيل لوبيز (بالإسبانية: Michael López)‏ (2 أبريل 1989 في تشيلي - ) هو لاعب كرة قدم تشيلي في مركز الدفاع. لعب مع ديبورتيس ميليبيلا.

## وصلات خارجية
- ميخائيل لوبيز على موقع قاعدة بيانات كرة القدم.إي يو (الإنجليزية)
- ميخائيل لوبيز على موقع Soccerway.com (الإنجليزية)
- ميخائيل لوبيز على موقع AS.com (الإسبانية)